# Non Resident Indians
Non resident Indians w skrócie NRI – Hindusi żyjący poza Indiami. Najwięcej ich można spotkać w Anglii (szczególnie w Londynie), USA (przede wszystkim w Nowym Jorku), w Kanadzie (m.in. Toronto), w Australii (np. Sydney).
Do reżyserów NRI należy m.in. żyjąca w Kanadzie Deepa Mehta, autorka wysoko ocenionych przez krytykę filmów Woda, Ogień, Ziemia, Bollywood/Hollywood.

Do pisarzy NRI należą m.in.: 
- Salman Rushdie, autor Szatańskich wersetów, czy Dzieci północy
- Jhumpa Lahiri, autorka Imiennika
- Kiran Desai, autorka Brzemię rzeczy utraconych i Zadymy w dzikim sadzie
- Shauna Singh Baldwin, autorka Zapamiętane w ciele

## Filmy indyjskie o NRI
Motyw Hindusów na obczyźnie występuje w wielu filmach, pokazując ich życie m.in. w: 

### w Kanadzie
- Neal ’n’ Nikki,
- Bollywood/Hollywood

### w Australii
- Heyy Babyy,
- Salaam Namaste,
- Dil Chahta Hai

### wWielkiej Brytanii, szczególnie wLondynie
- Żona dla zuchwałych
- Czasem słońce, czasem deszcz,
- Widzę cię,
- Cheeni Kum,
- Namastey London,
- Yaadein
- Dhan Dhana Dhan Goal
- Patiala House
- Czuły pocałunek (w Glasgow)
- Jhootha Hi Sahi
- Podkręć jak Beckham

### w Stanach Zjednoczonych/w Nowym Jorku
- Gdyby jutra nie było,
- Nigdy nie mów żegnaj,
- Aa Ab Laut Chalen,
- Pardes (i Las Vegas)
- Zakochać się jeszcze raz,
- Imiennik (i w Bostonie),
- Swades
- Lajja
- Aaja Nachle: Zatańcz ze mną

## w Los Angeles
- Kaante

### w Afryce
- Wyścig